# Angelika Hartmann (Islamwissenschaftlerin)

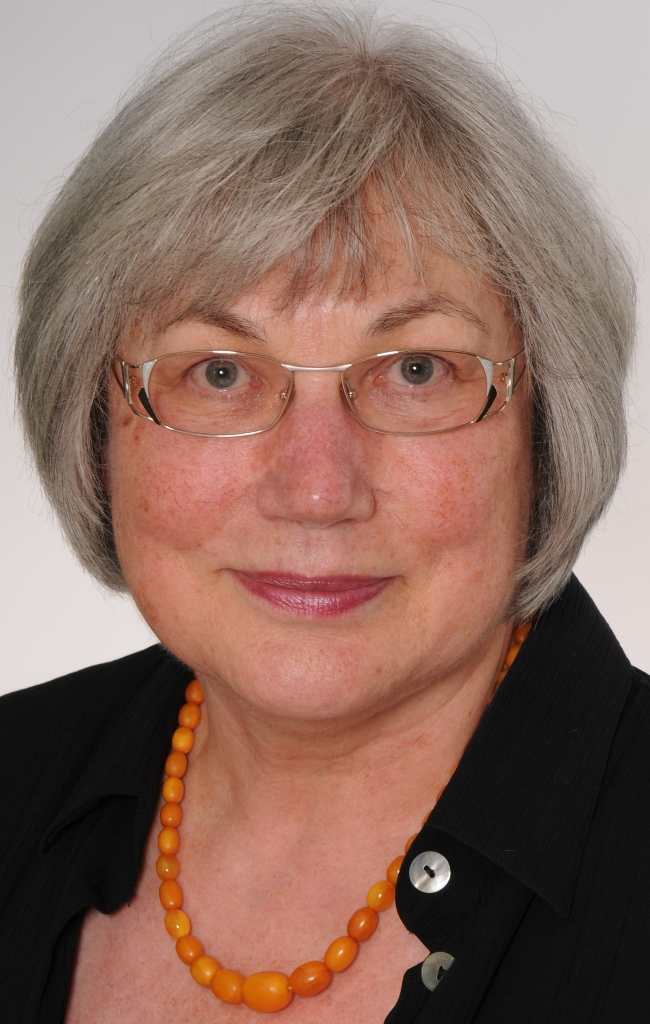
Angelika Hartmann (2013)

Angelika Hartmann (* 3. Dezember 1944 in Kassel; † 1. Juli 2023 in Frankfurt am Main) war eine deutsche Islamwissenschaftlerin, die bis zu ihrem Eintritt in den Ruhestand 2009 als Hochschullehrerin an mehreren Universitäten tätig war, zuletzt als Professorin für Islamwissenschaft/Arabistik an der Philipps-Universität Marburg.

## Werdegang
Angelika Hartmann studierte Islamwissenschaft, Germanistik, Vergleichende Literaturwissenschaft und Philosophie an den Universitäten Göttingen, Hamburg und Istanbul. 1971 promovierte sie an der Universität Hamburg mit Prädikat summa cum laude zum Thema an-Nasir li-Din Allah (1180–1225). Politik, Religion, Kultur in der späten Abbasidenzeit. Diese Arbeit untersucht die Geschichte des Islam im Mittelalter anhand des Kalifats und religiös-politischer Strömungen in Bagdad. 1982 erfolgte die Habilitation an der Universität Hamburg, wo Hartmann von 1971 bis 1989 als wissenschaftliche Mitarbeiterin, ab 1982 zusätzlich als Privatdozentin mit der Lehrbefugnis für Islamwissenschaft/Arabistik tätig war. Gegenstand der Habilitationsschrift war eine arabische Textedition und -analyse zum Verhältnis von islamischer Orthodoxie und Philosophie mit dem Titel: `Umar as-Suhrawardis Rasf an-nasa´ih al-imaniya wa-kasf al-fada´ih al-yunaniya.
1986/87 vertrat Hartmann den Lehrstuhl für Orientalistik an der Universität des Saarlandes. Von 1989 bis 1993 hatte sie die C3-Professur für Arabistik und Islamwissenschaft an der Universität Würzburg inne, von 1990 bis 1993 amtierte sie auch als Universitätsfrauenbeauftragte. Anschließend war sie bis 2006 C4-Professorin für Islamwissenschaft mit besonderer Berücksichtigung der Arabistik an der Universität Gießen und Leiterin des Instituts für Orientalistik. Von 2006 bis 2008 war sie Leiterin des Fachgebiets Islamwissenschaft am Centrum für Nah- und Mittelost-Studien der Universität Marburg.
Ab 1973 hielt sie zahlreiche Gastvorlesungen und nahm Projekte, Vorstands- und Beiratstätigkeiten im In- und Ausland wahr, darunter die Mitarbeit (1987–1989, 1996–2002) bei Documents relatifs à l’histoire des croisades der Académie des Inscriptions et Belles-Lettres, Paris. Von 2000 bis 2008 war sie Teilprojektleiterin im Sonderforschungsbereich Erinnerungskulturen der Deutschen Forschungsgemeinschaft an der Universität Gießen.
Ihre Forschungsschwerpunkte waren Kulturgeschichte des Islam im Mittelalter, arabische und persische Mystik, Theologie und Herrschaftskonzepte, Islamismus und Zivilgesellschaft, Bildungsberatung.

## Stipendien und Auszeichnungen
- 1966–1968: Stipendium der Friedrich-Ebert-Stiftung
- 1968–1969: Stipendium des Deutschen Akademischen Austauschdienstes
- 1969–1971: Promotionsstipendium der Universität Hamburg
- 1976–1979: Habilitationsstipendium der Deutschen Forschungsgemeinschaft
- 1980: Heinz-Maier-Leibnitz-Preis der Deutschen Forschungsgemeinschaft
- 1988–1989: Forschungsstipendium der Johanna-und-Fritz-Buch-Gedächtnisstiftung, Hamburg

## Publikationen
- An-Nasir li-Din Allah. Politik, Religion, Kultur in der späten Abbasidenzeit. (= Studien zur Sprache, Geschichte und Kultur des islamischen Orients. N.F. Band 8). Berlin / New York 1975.
- als Hrsg.: Geschichte und Erinnerung im Islam (= Formen der Erinnerung. 15). Göttingen 2004.
- mit S. Damir-Geilsdorf und B. Hendrich (Hrsg.): Mental Maps – Raum – Erinnerung. Kulturwissenschaftliche Zugänge zum Verhältnis von Raum und Erinnerung. (= Kulturwissenschaft: Forschung und Wissenschaft. 1). Münster 2005.
- mit Konrad Schliephake (Hrsg.): Angewandte interdisziplinäre Orientforschung. Stand und Perspektiven im westlichen und östlichen Deutschland. (= Mitteilungen des Deutschen Orient-Instituts. 14). Hamburg 1991.

Angelika Hartmann veröffentlichte mehr als 40 Beiträge in Fachzeitschriften und Sammelbänden. Schwerpunkte sind historische sowie auch gegenwartsbezogene kulturwissenschaftliche Untersuchungen. Auswahl:
- Eine orthodoxe Polemik gegen Philosophen und Freidenker – eine zeitgenössische Schrift gegen Hafiz? Mu`in ud-din Yazdi und sein Targuma-yi Rasf an-nasa´ih. In: Der Islam. 56, 1979, S. 274–293.
- Siyah Qalem. Malerei aus mongolisch-türkischem Steppengebiet. In: H. R. Roemer u. A. Noth (Hrsg.): Studien zur Geschichte und Kultur des Vorderen Orients. Festschrift B. Spuler. Leiden 1981, S. 141–166.
- Bemerkungen zu Handschriften `Umar as-Suhrawardis, echten und vermeintlichen Autographen. (= Festschrift A. Dietrich). In: Der Islam. 60, 1983, S. 112–142.
- Sur l´édition d´un texte arabe médiéval. Rasf an-nasa´ih al-imaniya wa-kasf al-fada´ih al-yunaniya de `Umar as-Suhrawardi, composé à Bagdad en 621/1224. In: Der Islam. 62, 1985, S. 71–97.
- Al-Malik al-Mansur (gest. 617/1220), ein ayyubidischer Regent und Geschichtsschreiber. In: ZDMG. 136, 1986, S. 570–606.
- Les ambivalences d´un sermonnaire hanbalite. Ibn al-Gawzi (m. en 597/1201), sa carrière et son Kitab al-Hawatim. In: Annales Islamologiques. 22, 1986, S. 51–115.
- Islamisches Predigtwesen im Mittelalter. In: Saeculum. 38, 1987, S. 336–366.
- Isma`ilitische Theologie bei sunnitischen `ulama´ des Mittelalters? In: L. Hagemann, E. Pulsfort (Hrsg.): Ihr alle aber seid Brüder. Festschrift A. Th. Khoury. Würzburg/Altenberge 1990, S. 190–206.
- Zyklisches Denken im Islam. Zum Geschichtsbild des Ibn Khaldun (1332–1406). In: E. Ruhe (Hrsg.): Europas islamische Nachbarn. Studien zur Literatur und Geschichte des Maghreb. Würzburg 1993, S. 125–159.
- Kosmogonie und Seelenlehre bei `Umar as-Suhrawardi (st. 632/1234). In: D. Bellmann (Hrsg.): Gedenkschrift W. Reuschel. Stuttgart 1994, S. 135–156.
- Der Islamische „Fundamentalismus“. Wahrnehmung und Realität einer neuen Entwicklung im Islam. In: Aus Politik und Zeitgeschichte. Beilage zur Wochenzeitung Das Parlament, B 28/97, 4. Juli 1997, S. 3–13.
- Zum Begriff „Geheimnis“ (sirr) in der islamischen Mystik. Ein Versuch. In: A. Spitznagel (Hrsg.): Geheimnis und Geheimhaltung. Göttingen/Bern 1998, S. 67–96.
- Islam und Europa. Von der Notwendigkeit eines kritischen Dialogs. In: Gießener Universitätsblätter. 33, 2000, S. 17–30.
- Pluralismus und Toleranz aus der Sicht des Islam. In: Chr. Augustin, J. Wienand, Chr. Winkler (Hrsg.): Religiöser Pluralismus und Toleranz in Europa. Wiesbaden 2006, S. 123–186.
- Islam and Europe. Historic Interactions Re-evaluated. In:  S. Kenan (Hrsg.): The Ottomans and Europe. Istanbul 2010, S. 387–397.